# Скажіть це морпіхам
Скажіть це морякам (англ. Tell It to the Marines) — американська військова мелодрама режисера Джорджа У. Хілла 1926 року.

## Сюжет
У Канзас-Сіті трапилося величезне свято. Головний роздовбай міста, Джордж Бернс, вирішив піти служити в морську піхоту, позбавивши тим самим місто від своєї присутності. Хоча план у Джорджа був зовсім не такий вже і патріотичний — він вирішив скористатися безкоштовною дорогою за рахунок дядька Сема до Сан-Дієго в Каліфорнії, щоб взяти участь e гонках на Тіа Хуана. Але через надмірну веселість і браваду планам цим не судилося збутися. Говорили в дитинстві Джорджу — поважай старших. І ось нешкідливий дідок в потязі, над яким він вирішив посміятися, виявився генералом морської піхоти. А генералам не подобається, коли над ними сміються. І по прибуттю в Сан-Дієго генерал передав нашого героя прямо в ніжні руки сержанта О'Хара. Сержант був людиною суворою, побачив багато, і по його обличчю було зрозуміло, що той не жартує. І довелося проїхати на базу і підписати контракт на 4 роки. На жаль, але армійські будні виявилися зовсім не такими, як представлялися Джорджу Бернсу. Стройова підготовка, важка робота, підйом в 5 ранку. Вихід один — тікати. Але цим планам не судилося збутися, спроба симуляції хвороби призвела до шпиталю, і там наш герой побачив прекрасну медсестру. І Джордж втратив голову. Але дівчина була серйозною, цінувала не казки, а вчинки, і довелося дати клятву, що він стане найкращим з морпіхів.

## У ролях
- Лон Чейні — сержант О'Хара
- Вільям Хайнс — Джордж «Скіт» Бернс
- Елеанор Бордман — Норма Дейл
- Едді Гріббон — капрал Мадден
- Кармел Майерс — Зая
- Ворнер Оланд — головний китайський бандит
- Мітчелл Льюїс
- Френк Куррьє — генерал Вілкокс
- Моріс E. Кейнс — Гаррі